# Marciana
Marciana är en ort och kommun på ön Elba i provinsen Livorno i regionen Toscana i Italien. Kommunen hade 2 122 invånare (2018).